# Parafia Nawiedzenia Najświętszej Maryi Panny w Amelinie
Parafia pw. Nawiedzenia Najświętszej Maryi Panny w Amelinie – parafia rzymskokatolicka należąca do dekanatu Krasnosielc, diecezji łomżyńskiej, metropolii białostockiej. 
Erygowana w 1993 roku. Jest prowadzona przez księży diecezjalnych.

## Zasięg parafii

### Miejscowości i ulice
W granicach parafii znajdują się miejscowości:

- Amelin,
- Bagienice Szlacheckie,
- Grabowo,
- Nowosiedliny,
- Niesułowo-Wieś,
- Niesułowo-Huta,
- Pach,
- Perzanki-Borek,
- Pieczyska,
- Przyłaje,
- Ruzieck.